# Jean-Paul Bertrand
Jean-Paul Bertrand, né à Paris le 8 octobre 1943 et mort le 13 juillet 2011 à Dinan, est un éditeur français, fondateur des Éditions Alphée.

## Biographie
Jean-Paul Bertrand commence sa carrière comme comptable aux éditions 10/18, puis en tant que directeur financier des Presses de la Cité auprès de Sven Nielsen.
Il fonde en 1972 les Éditions Alphée, et prend la tête des Éditions du Rocher, qu'il rachète aux Presses en 1987. Le Rocher devient alors l'une des plus importantes maisons d'éditions généralistes et indépendantes de France. Il revend les Éditions du Rocher en 2005, date à laquelle il relance Alphée. En 2009, Alphée avait repris la maison Anatolia, fondée par Samuel Brussel. En janvier 2011, Jean-Paul Bertrand revend Alphée à Pascal Galodé.
Entretemps, il a publié des livres dans des secteurs très divers. Tout en faisant vivre le fond de la maison, dont le catalogue comprend une grande partie des textes de Jean Cocteau et de nombreux essais sur la spiritualité et l'ésotérisme, il lance à partir de 1991 des auteurs populaires tels Philippe Delerm (La Cinquième Saison, Le Bonheur. Tableaux et bavardages), le premier roman de Daniel Picouly (La Lumière des fous), ou le prolifique Christian Jacq. Il soutient également des écrivains controversés, à commencer par Marc-Édouard Nabe, dont il publie la majeure partie de l'œuvre et le Journal, qui fait scandale dans les années 1990.
Son éclectisme se reflète dans ses choix éditoriaux : Michel Houellebecq, José Bergamín, Dominique de Roux, Guy Dupré côtoient ainsi les textes de Brigitte Bardot ou Saddam Hussein (Zabiba et le Roi) dans le catalogue des Éditions du Rocher. Il décède en 2011